# Roberto Bellarosa
Roberto Bellarosa, född 23 augusti 1994 i Wanze, är en belgisk sångare.

## Biografi
Bellarosa föddes i en familj med fotbollsspelare. Hans familj har rötter i Italien. 9 år gammal började han studera musikteori vid Conservatoire de Huy. Det var där som en av hans lärare upptäckte hans sångröst och hans föräldrar fick honom att ta sånglektioner.

## Karriär

### The Voice Belgique
År 2012 deltog Bellarosa i The Voice Belgique, den valloniska versionen av TV-programmet The Voice i Belgien. Han ansökte online om att få delta och gick sedan på audition. Där framförde han låten "You Give Me Something" av James Morrison. Alla fyra coacher vände sig mot honom och Bellarosa valde att gå med i Quentin Mosimanns lag.
Den 10 april 2012, efter sexton veckors tävlande, blev han framröstad som segrare efter att ha fått 57% av telefonrösterna. Efter att ha vunnit The Voice Belgique fick han ett skivkontrakt med Sony Music.

#### Framträdanden iThe Voice Belgique
- 3 januari - "You Give Me Something" av James Morrison
- 31 januari - "Même si" av Grégory Lemarchal och Lucie Silvas
- 28 februari - "Apologize" av OneRepublic
- 13 mars - "Wicked Game" av Chris Isaak
- 27 mars - "Le blues du businessman" av Claude Dubois
- 3 april - "Just the Two of Us" av Bill Withers
- 3 april - "As" av Stevie Wonder
- 10 april - "Firework" av Katy Perry
- 10 april - "You Give Me Something" av James Morrison
- 10 april - "Vivre pour le meilleur" av Johnny Hallyday
- 10 april - "Jealous Guy" av John Lennon

### EfterThe Voice Belgique
I samband med hans deltagande i The Voice Belgique nådde hans coverversion av låten "Apologize" av OneRepublic tredje plats på singellistan i Belgien (Vallonien). Hans coverversion av låten "Jealous Guy" av John Lennon gavs även ut som singel och nådde fjärde plats på samma lista.
Efter tävlingen turnerade han i Belgien tillsammans med 11 av de andra deltagarna i The Voice Belgique.
Hans debutsingel "Je crois" som han arbetat på tillsammans med sin coach från The Voice Belgique, Quentin Mosimann, släpptes den 6 juli 2012. Låten nådde plats 37 på singellistan i Belgien (Vallonien).
Hans debutalbum Ma voie gavs ut den 21 september 2012 och följdes av hans andra singel "Apprends-moi" som släpptes den 26 oktober samma år. Albumet nådde elfte plats på den belgiska albumlistan (Vallonien).
Den 10 januari 2013 framträdde han live i TV-programmet D6bels On Stage tillsammans med musikgruppen Montevideo och sjöng sina låtar "Je crois" och "Apprends-moi".

### Eurovision Song Contest 2013
Den 16 november 2012 meddelade RTBF att Bellarosa kommer att representera Belgien i Eurovision Song Contest 2013 som kommer att hållas i Malmö i Sverige. Den 16 december samma år framförde han tre låtar i en nationell uttagning och efter att juryn och folket sagt sitt, valdes låten "Love Kills" som Belgiens bidrag till tävlingen. Han kommer att framföra låten i den första semifinalen den 14 maj 2013.
Bellarosas egna favoritbidrag i ESC genom tiderna är "Fairytale" av Alexander Rybak, låten som vann Eurovision Song Contest 2009 för Norge.
Den 14 maj 2013 medverkade Bellarosa  i Semi-final 1 och efter röstning kom beskedet att Bellarosa gått vidare till final. Finalen hölls den 18 maj i  Malmö arena, Sverige.

## Diskografi

### Album
- 2012 – Ma voie

### Singlar
- 2012 – "Jealous Guy" (cover)
- 2012 – "Je crois"
- 2012 – "Apprends-moi"
- 2012 – "Love Kills"